# Мелдола
Мѐлдола (на италиански: Meldola, на местен диалект Mèidla, Мейдъла) е град и община в северна Италия, провинция Форли-Чезена, регион Емилия-Романя. Разположен е на 58 m надморска височина. Населението на общината е 10 085 души (към 2012 г.).